# Communauté de communes Beauce Val de Loire
La communauté de communes Beauce Val de Loire est une communauté de communes française, située dans le département de Loir-et-Cher.

## Géographie

### Géographie physique
Située à l'est du département de Loir-et-Cher, la communauté de communes Beauce Val de Loire regroupe 30 communes et présente une superficie de 515,1 km2. Elle fait partie du syndicat mixte du Pays des Châteaux.

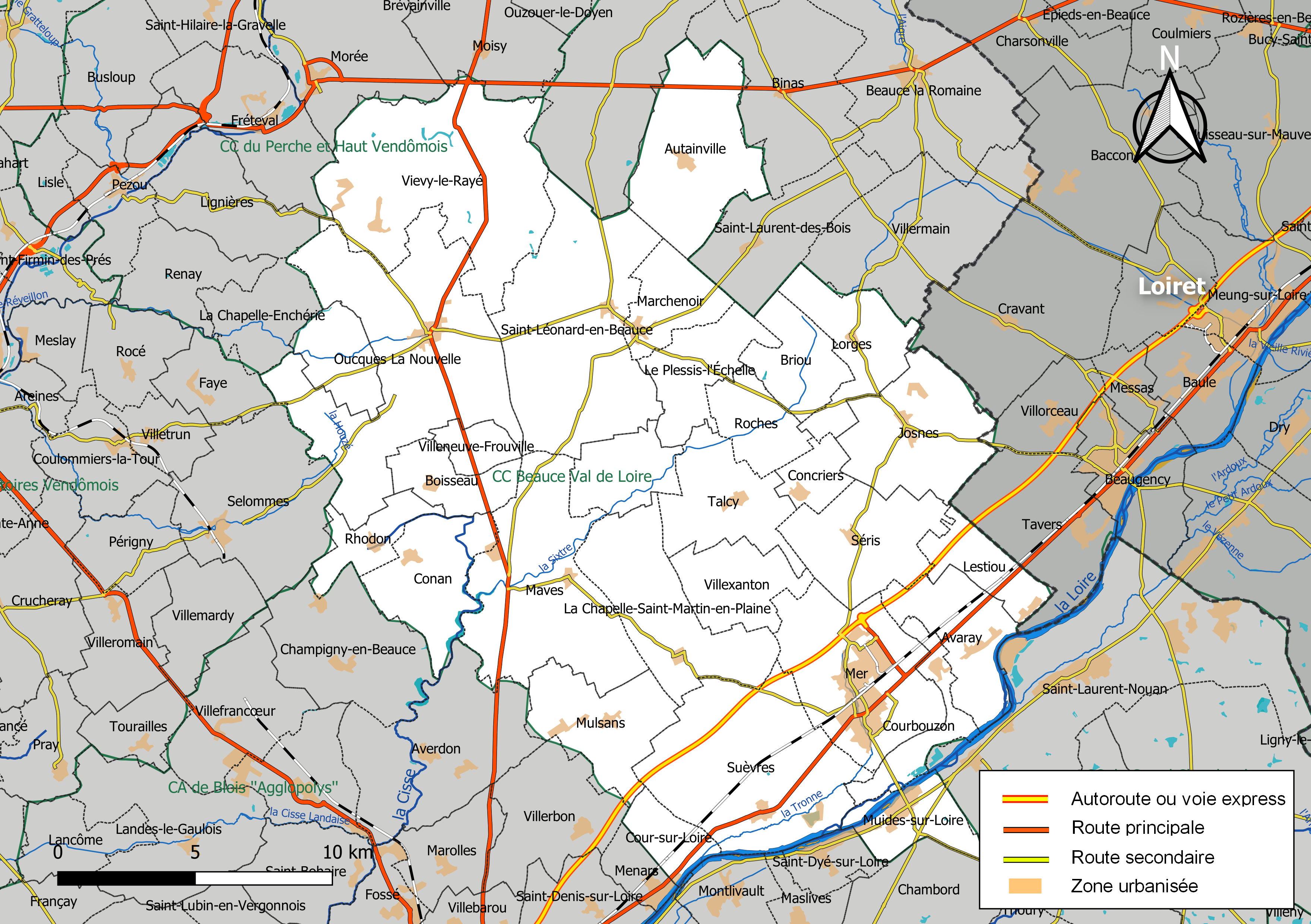
Carte de la communauté de communes Beauce Val de Loire au 1er janvier 2019.

### Composition

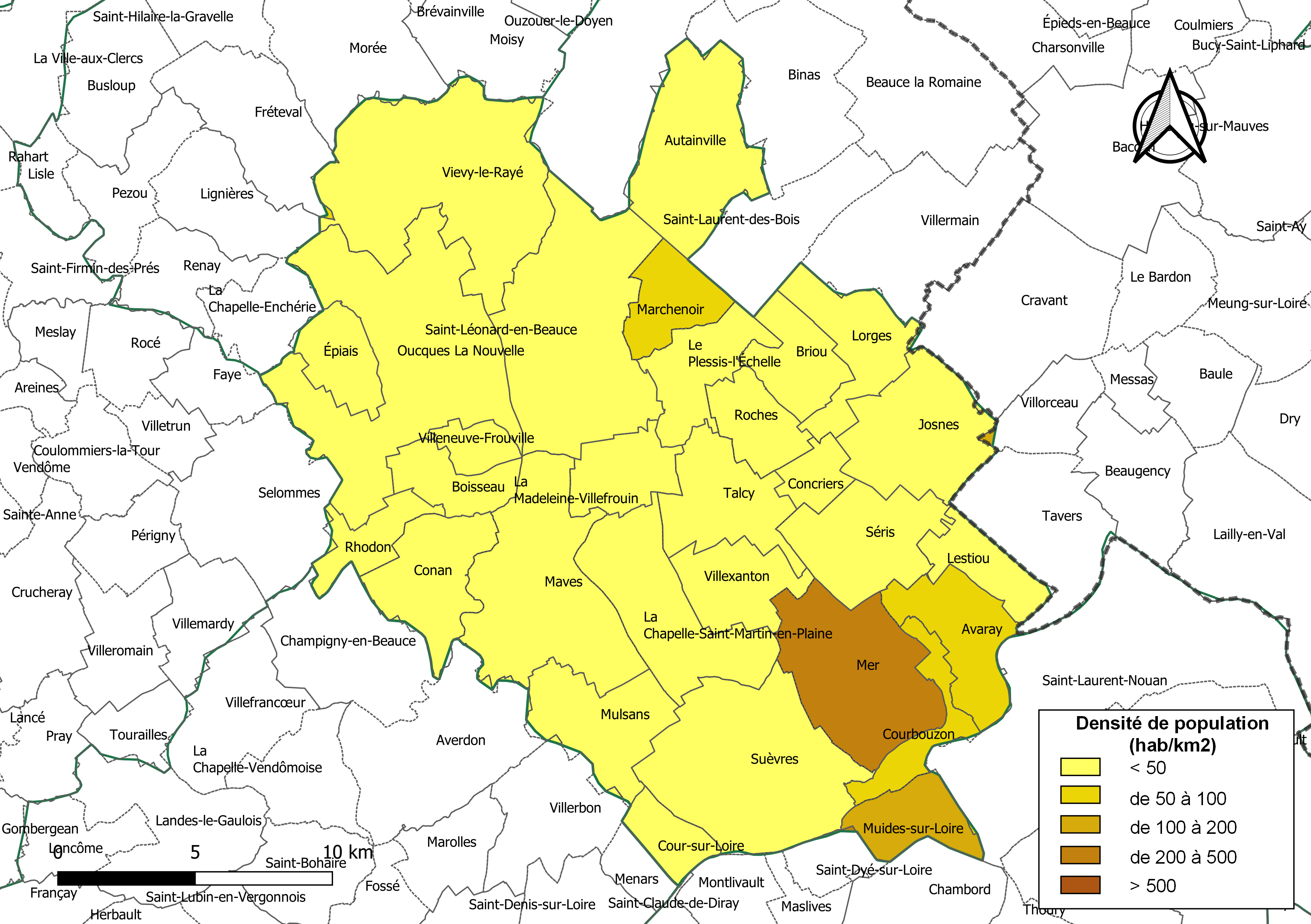
Carte des densités de population (millésimée 2016) des communes de la communauté de communes Beauce Val de Loire. Composition en communes au 1er janvier 2019.

La communauté de communes est composée des 30 communes suivantes :

| Nom                                | Code Insee | Gentilé          | Superficie (km2) | Population (dernière pop. légale) | Densité (hab./km2) |
| ---------------------------------- | ---------- | ---------------- | ---------------- | --------------------------------- | ------------------ |
| Mer (siège)                        | 41136      | Merois           | 26,47            | 6 294 (2022)                      | 238                |
| Autainville                        | 41006      | Autainvillois    | 25,01            | 429 (2022)                        | 17                 |
| Avaray                             | 41008      | Avaraysiens      | 13,88            | 680 (2022)                        | 49                 |
| Boisseau                           | 41019      |                  | 8,06             | 104 (2022)                        | 13                 |
| Briou                              | 41027      | Berruyais        | 10,17            | 143 (2022)                        | 14                 |
| La Chapelle-Saint-Martin-en-Plaine | 41039      | Chapellois       | 22,83            | 693 (2022)                        | 30                 |
| Conan                              | 41057      |                  | 15,3             | 161 (2022)                        | 11                 |
| Concriers                          | 41058      |                  | 4,84             | 188 (2022)                        | 39                 |
| Cour-sur-Loire                     | 41069      |                  | 5,4              | 252 (2022)                        | 47                 |
| Courbouzon                         | 41066      | Courbouzonnais   | 6,41             | 424 (2022)                        | 66                 |
| Épiais                             | 41077      |                  | 8,7              | 119 (2022)                        | 14                 |
| Josnes                             | 41105      | Josnesiens       | 20,63            | 862 (2022)                        | 42                 |
| Lestiou                            | 41114      | Gobions          | 8,29             | 288 (2022)                        | 35                 |
| Lorges                             | 41119      |                  | 13,52            | 353 (2022)                        | 26                 |
| La Madeleine-Villefrouin           | 41121      |                  | 9,68             | 32 (2022)                         | 3,3                |
| Marchenoir                         | 41123      | Marchenégrosiens | 9,42             | 679 (2022)                        | 72                 |
| Maves                              | 41130      |                  | 33,33            | 680 (2022)                        | 20                 |
| Muides-sur-Loire                   | 41155      | Muidois          | 9,15             | 1 250 (2022)                      | 137                |
| Mulsans                            | 41156      | Mulsanais        | 16               | 514 (2022)                        | 32                 |
| Oucques La Nouvelle                | 41171      |                  | 49,37            | 1 647 (2022)                      | 33                 |
| Le Plessis-l'Échelle               | 41178      |                  | 11,7             | 58 (2022)                         | 5                  |
| Rhodon                             | 41188      |                  | 7,12             | 116 (2022)                        | 16                 |
| Roches                             | 41191      |                  | 8,79             | 64 (2022)                         | 7,3                |
| Saint-Léonard-en-Beauce            | 41221      | Léonardunois     | 40,66            | 638 (2022)                        | 16                 |
| Séris                              | 41245      | Sérisois         | 17,52            | 396 (2022)                        | 23                 |
| Suèvres                            | 41252      | Sodobriens       | 36,65            | 1 583 (2022)                      | 43                 |
| Talcy                              | 41253      | Taleciens        | 15,21            | 277 (2022)                        | 18                 |
| Vievy-le-Rayé                      | 41273      | Vieuviquois      | 45,12            | 466 (2022)                        | 10                 |
| Villeneuve-Frouville               | 41284      |                  | 4,36             | 65 (2022)                         | 15                 |
| Villexanton                        | 41292      |                  | 11,53            | 203 (2022)                        | 18                 |

## Historique
La communauté de communes Beauce Val de Loire nait le 1er janvier 2016 de la fusion des communautés de communes de Beauce et Forêt et de la Beauce ligérienne.
À la suite de la création de la commune d'Oucques-la-Nouvelle par fusion de quatre communes, la communauté de communes regroupe 30 communes au 1er janvier 2017.

## Démographie
La communauté de communes Beauce Val de Loire compte 19 922 habitants (population légale INSEE) au 1er janvier 2014. La densité de population est de 39 hab./km².

## Politique communautaire

### Représentation

#### Présidents de la communauté de communes
| Période                                  | Période      | Identité      | Étiquette | Qualité                                                                                                |
| ---------------------------------------- | ------------ | ------------- | --------- | --- |
| 10 juillet 2020                          | En cours     | Pascal Huguet | DVD       | Maire de Concriers                                                                                     |
| juillet 2017                             | Juillet 2020 | Claude Denis  | LR        | conseiller départemental du canton de la Beaucele 10 juillet 2020 Pascal Huguet élu nouveau président. |
| Les données manquantes sont à compléter. |              |               |           | |

#### Conseil communautaire
Le conseil communautaire de la communauté de communes se compose de 50 conseillers pour la mandature 2020-2026, répartis comme suit :
| Nombre de conseillers | Communes                  |
| --------------------- | ------------------------- |
| 14                    | Mer                       |
| 4                     | Oucques La Nouvelle       |
| 3                     | Suèvres                   |
| 2                     | Josnes, Muides-sur-Loire  |
| 1                     | Les 25 communes restantes |

## Pour approfondir